# Titularbistum Rusellae
Rusellae (ital.: Roselle) ist ein Titularbistum der römisch-katholischen Kirche. Es geht zurück auf einen Bischofssitz in der antiken und mittelalterlichen Stadt Rusellae, die sich in der italienischen Region Toskana befand.
| Titularbischöfe von Rusellae |                                                            |                                                              |                   |                  |
| Nr.                          | Name                                                       | Amt                                                          | von               | bis              |
| 1                            | Lorenzo Antonetti Titularerzbischof pro hac vice           | Apostolischer Nuntius Kurienerzbischof                       | 17. Mai 1969      | 31. Oktober 1969 |
| 2                            | Marcello Zago OMI Titularerzbischof pro hac vice           | Sekretär der Kongregation für die Evangelisierung der Völker | 15. November 1969 | 24. Oktober 1971 |
| 3                            | Giovanni Angelo Becciu Titularerzbischof pro hac vive      | Substitut des Staatssekretariats des Heiligen Stuhls         | 15. Oktober 2001  | 28. Juni 2018    |
| 4                            | Christophe Zakhia El-Kassis Titularerzbischof pro hac vive | Apostolischer Nuntius                                        | 24. November 2018 |                  |